# Балаба Олена Михайлівна
Олена Михайлівна Балаба (нар. 23 квітня 1968, Сватове) — українська поетеса. Пише українською та російською мовами, у жанрах поезії, лірики, епосу, драми, прози, публіцистики.

## Життя і творчість
Олена Балаба народилася 1968 року в місті Сватове, що на Луганщині. Закінчила Сватівську СШ № 7,а згодом Лисичанське педагогічне училище (нині Лисичанський педагогічний коледж). Після закінчення училища вступила до Луганського національного університету ім. Т. Г. Шевченка. Працює завідувачем методичного кабінету районного відділу освіти.

## Літературна діяльність
Член літературної студії «Світанок» з 1981 року. Вірші друкувались на сторінках районної та обласних газет, у збірках «Світанкові обрії», «Слобожанський первоцвіт».